# Kota Bambu Utara
Kota Bambu Utara is een plaats (wijk - kelurahan) in het onderdistrict Palmerah in het bestuurlijke gebied Jakarta Barat (West-Jakarta) in de provincie Jakarta, Indonesië. Kota Bambu Utara telt 24.721 inwoners (volkstelling 2010).